# حسین‌آباد (نهبندان)
حسین‌آباد روستایی در دهستان شوسف بخش شوسف شهرستان نهبندان استان خراسان جنوبی ایران است.

## جمعیت
بر پایه سرشماری عمومی نفوس و مسکن در سال ۱۳۹۵ جمعیت این روستا ۳۳۱ نفر (۶۹خانوار) بوده‌است.